# Championnat d'Oman de football 2023-2024
Navigation
Saison précédente Saison suivante
La saison 2023-2024 du Championnat d'Oman de football est la quarante-huitième édition de la première division au sultanat d'Oman, l'Oman League. Elle rassemble les douze meilleurs clubs du pays au sein d'une poule unique où ils s'affrontent à deux reprises, à domicile et à l'extérieur. En fin de saison, le dernier du classement est relégué et remplacé par le meilleur club de deuxième division.
Al Nahda Club est le tenant du titre.

## Les clubs participants
- Sohar Club
- Dhofar Club
- Bahla Club
- Al-Seeb Sports Club
- Oman Club
- Al-Rustaq
- Al Nasr Salalah
- Al Nahda Club
- Sur SC
- Ibri Club - promu de D2
- Al-Shabab SC - promu de D2
- Al-Wahda SC - promu de D2

## Déroulement de la saison
Avant le début de la saison, Al-Suwaiq Club et Al-Masnaah déclarent forfait,. De ce fait le championnat se dispute avec 12 équipes, il n'y aura que deux relégations en fin de saison.
En fin de saison, Al-Seeb Sports Club termine à la première place et remporte son 3e titre de champion d'Oman.

## Compétition
Le barème de points servant à établir le classement se décompose ainsi :
- Victoire : 3 points
- Match nul : 1 point
- Défaite : 0 point

### Classement
| Rang | Équipe              | Pts | J  | G  | N | P  | Bp | Bc | Diff |
| ---- | ------------------- | --- | -- | -- | - | -- | -- | -- | ---- |
| 1    | Al-Seeb Sports Club | 57  | 22 | 18 | 3 | 1  | 40 | 9  | +31  |
| 2    | Al Nahda Club T     | 43  | 22 | 12 | 7 | 3  | 38 | 21 | +17  |
| 3    | Oman Club           | 42  | 22 | 13 | 3 | 6  | 34 | 24 | +10  |
| 4    | Sohar Club          | 37  | 22 | 10 | 7 | 5  | 32 | 21 | +11  |
| 5    | Al Nasr Salalah     | 32  | 22 | 9  | 5 | 8  | 28 | 25 | +3   |
| 6    | Al-Rustaq           | 32  | 22 | 8  | 8 | 6  | 25 | 25 | 0    |
| 7    | Al-Shabab SC P      | 24  | 22 | 5  | 9 | 8  | 22 | 26 | -4   |
| 8    | Sur SC              | 24  | 22 | 6  | 6 | 10 | 29 | 34 | -5   |
| 9    | Ibri Club P         | 24  | 22 | 7  | 3 | 12 | 21 | 27 | -6   |
| 10   | Dhofar Club C       | 20  | 22 | 6  | 2 | 14 | 23 | 36 | -13  |
| 11   | Bahla Club          | 18  | 22 | 4  | 6 | 12 | 12 | 25 | -13  |
| 12   | Al-Wahda SC P       | 13  | 22 | 4  | 1 | 17 | 16 | 47 | -31  |

|  | Qualification pour la Challenge League de l'AFC 2024-2025            |
|  | Relégation directe en deuxième division                              |
|  | T : Tenant du titre C : Vainqueur de la Coupe d'Oman P : Promu de D2 |

- Initialement en position de relégable, Bahla Club sera repêché avant le début de la saison 2024-2025 à la suite de l'exclusion du Dhofar Club qui n'obtient pas de licence nationale ni continentale[4].

## Bilan de la saison
| Championnat d'Oman de football 2023-2024                        |                                |
| Champion                                                        | Al-Seeb Sports Club (3e titre) |
| Coupes et trophées                                              |                                |
| Vainqueur de la Coupe d'Oman 2023-2024                          | Dhofar Club                    |
| Qualifications continentales                                    |                                |
| Challenge League de l'AFC 2024-2025                             | Al-Seeb Sports Club            |
| Promotions et relégations                                       |                                |
| Promus en Oman League                                           | Saham                          |
| Promus en Oman League                                           | Al-Khabourah                   |
| Relégués en Championnat d'Oman de football de deuxième division | Dhofar Club                    |
| Relégués en Championnat d'Oman de football de deuxième division | Al-Wahda SC                    |